# 中国の自動車産業
中国の自動車産業では、中華人民共和国の自動車メーカーや、他国メーカーとの合弁企業、提携関係など、中国の自動車産業全般に関わる事柄をまとめる。

## 概要

国別の自動車生産台数の推移（2015年まで）

2022年現在、中国は世界最大の自動車市場を形成している。1990年代以降、中国経済の発展に伴い自動車産業は急速に発展してきた。2009年には登録車数は6200万台に達し、2022年現在では登録車数は2億9700万台に達した。
2013年時点で中国には100社以上の自動車メーカーが乱立しており、中国政府は、自動車メーカー乱立による生産性の低さや過剰生産などの問題を克服するために業界再編を進めている。
2020年10月、中国政府は新たなロードマップを発表し、2035年を目処に従来のガソリン車を廃止し、新車で販売するすべての自動車をHV、PHV、EV等の環境適応車とする方針を示した。電気自動車やコネクテッドカーの分野は、中国政府が補助金を投じて支援しており、習近平政権が掲げる産業政策「中国製造2025」の重点分野に位置付けられている。ファーウェイ、アリババ、テンセント、バイドゥなどの豊富な資本力を持つテクノロジー企業や、AutoXやTuSimpleなどのベンチャー企業、上海蔚来汽車や小鵬汽車などの自動車企業がそれぞれ自動運転技術や通信技術などの開発を進めている。

## 中国乗用車市場のシェア
中国乗用車市場のシェア
2024年の中国における新車販売台数は約3143万台であった。これは世界2位のアメリカ（1604万台）の約2倍で、日本（442万台）の約7倍の規模である。
国別シェアは2020年には中国系が38.4%、日本系が23.1%であったが、2023年には50%を超えており、急激に中国系がシェアを伸ばしている。新エネルギー車（BEV・PHEV）の人気の高まりがその要因の一つである。

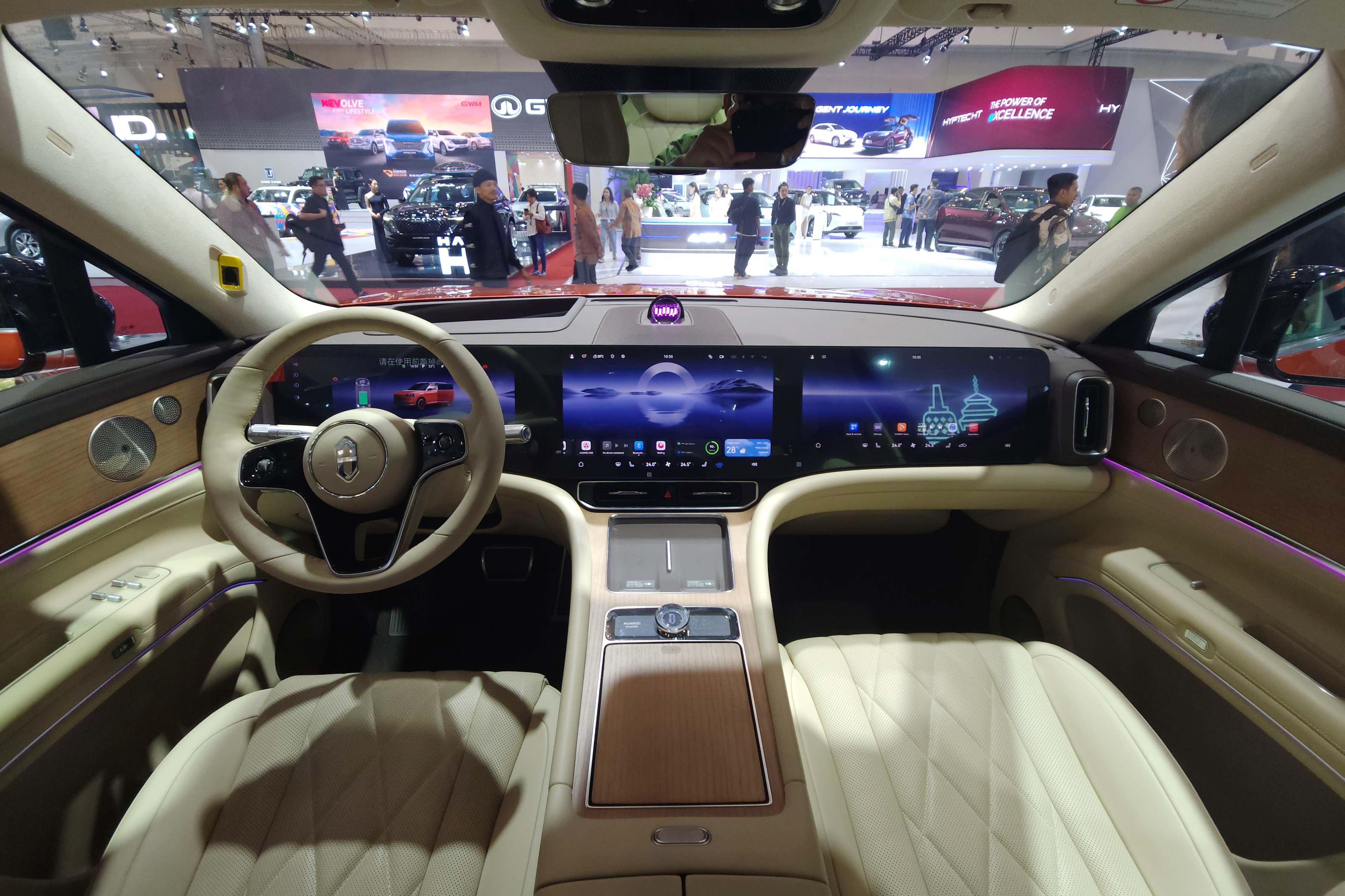
ファーウェイとの提携で開発されたAITO・M9のインテリア

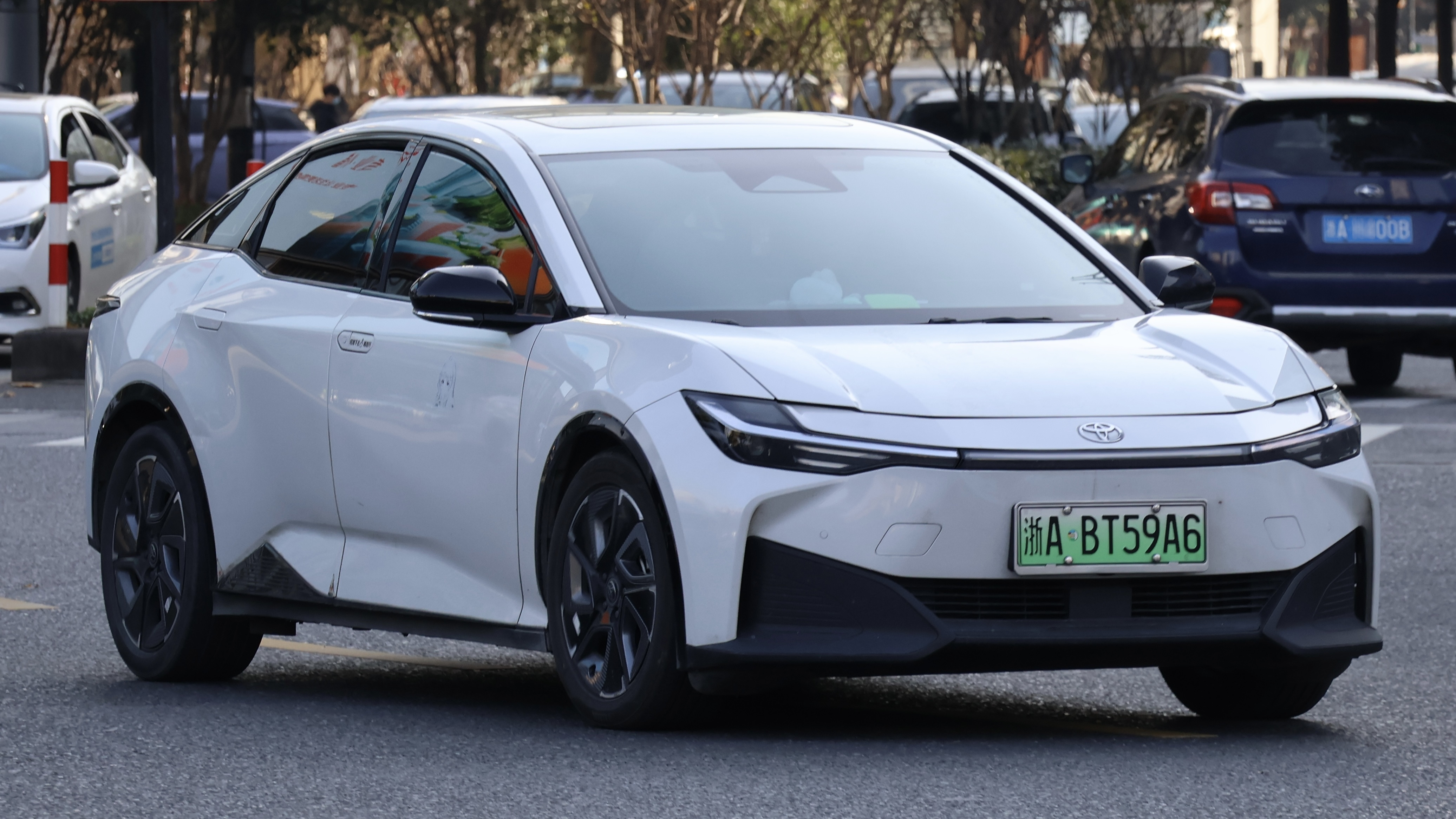
トヨタの合弁会社である一汽トヨタとBYDが共同開発した電気自動車（トヨタ・bZ3）

2020年代に入り、従来型のグローバルモデルの投入だけでは外資系メーカーがシェアを維持することは難しくなっており、日本やドイツの自動車メーカーには新型車開発の現地化が急務となっている。近年の中国の消費者は、先進運転支援機能やインフォテイメントシステムの充実を自動車に求める傾向があるとされる。なお販売不振により、日系メーカーの三菱自動車は2023年に中国での生産から撤退した。

## 中国の自動車輸出

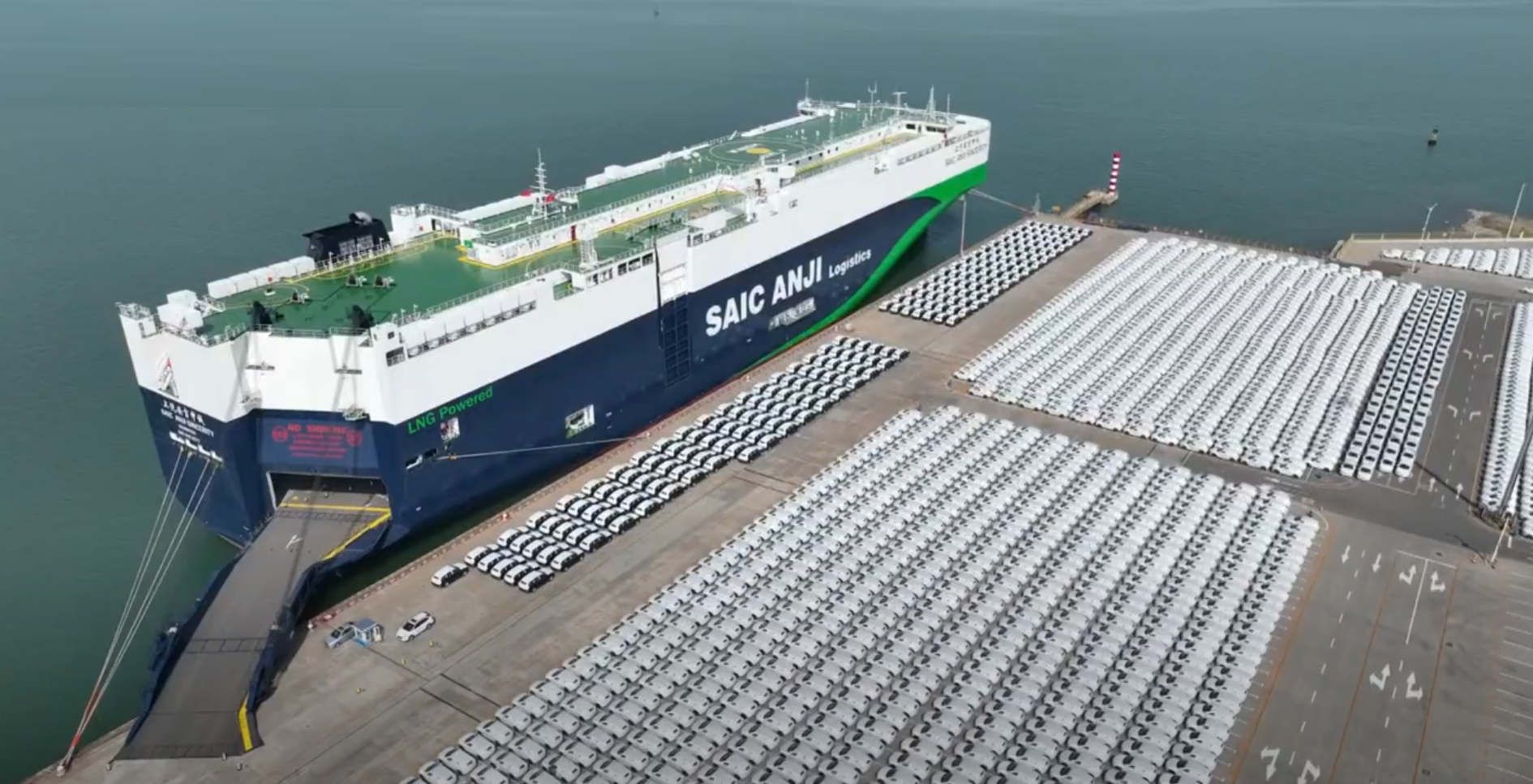
天津港に停泊する上海汽車のRO-RO船

2024年の中国の自動車輸出台数は585万台に達し、2年連続で世界首位を維持した。2023年に初めて日本を抜いて世界最大の輸出国となり、2024年はその差をさらに広げた。
中国メーカーが輸出を強化する背景には、国内の生産能力が過剰になっていることに加え、国内市場の成長鈍化への危機感がある。ガソリン車の需要が伸び悩み、EVも補助金縮小の影響が出始めている。こうした中で各社は工場稼働率を維持し、成長を確保するために海外市場を積極的に開拓している。
さらに、中国はEV分野でのコスト競争力を武器に、欧州の環境規制強化を追い風としてシェアを拡大している。東南アジアでは手頃な価格帯のモデルを中心に販売を伸ばし、南米、中東、アフリカといった新興市場でも存在感を高めている。
|    | メーカー             | 輸出台数(万) |
| -- | -------------------- | ------------ |
| 1  | 奇瑞汽車（Chery）    | 114.4        |
| 2  | 上海汽車（SAIC）     | 92.9         |
| 3  | 長安汽車（Changan）  | 53.6         |
| 4  | 吉利汽車（Geely）    | 53.2         |
| 5  | 長城汽車（GWM）      | 45.3         |
| 6  | BYD（比亜迪）        | 43.3         |
| 7  | 北京汽車（BAIC）     | 27.4         |
| 8  | テスラ（上海工場）   | 26.0         |
| 9  | 江淮汽車（JAC）      | 24.9         |
| 10 | 東風汽車（Dongfeng） | 24.6         |

## メーカー・ブランドのリスト

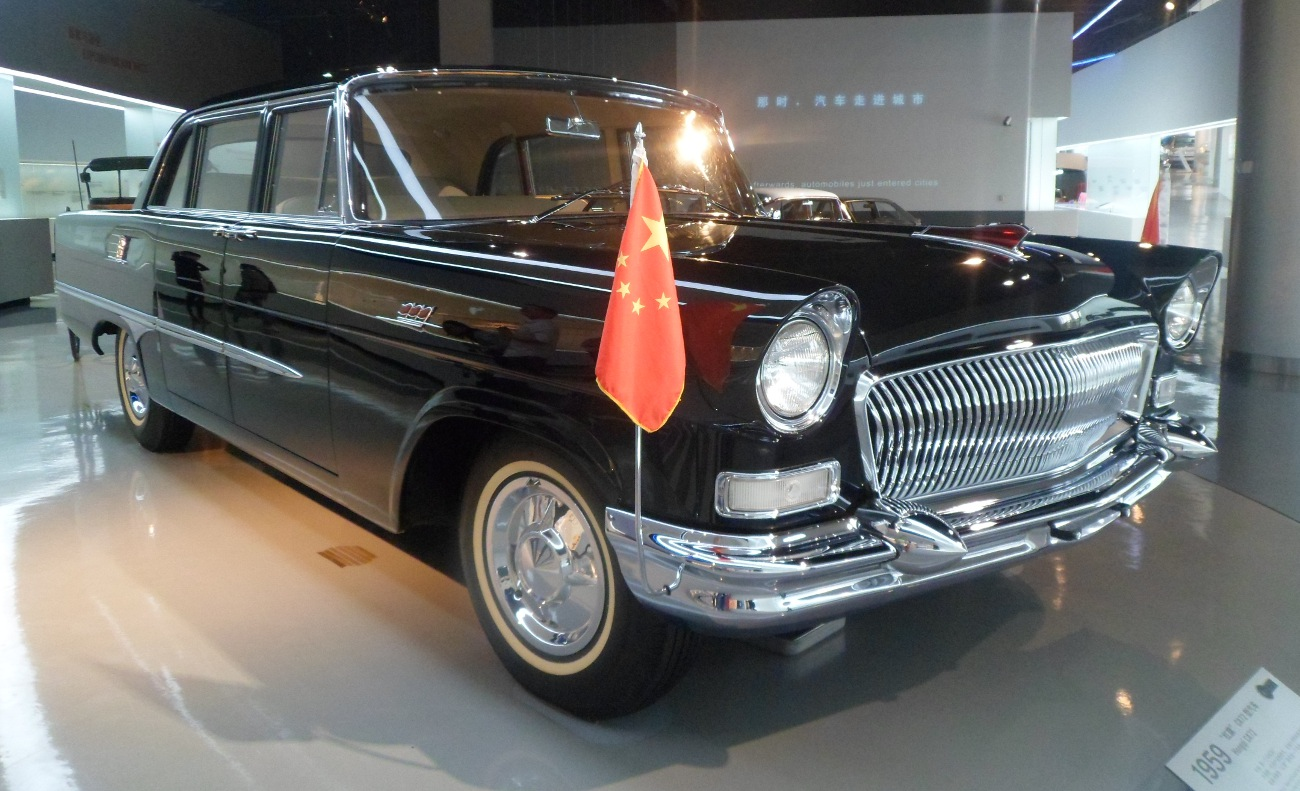
中国初の国産乗用車 紅旗 CA72（1959年）

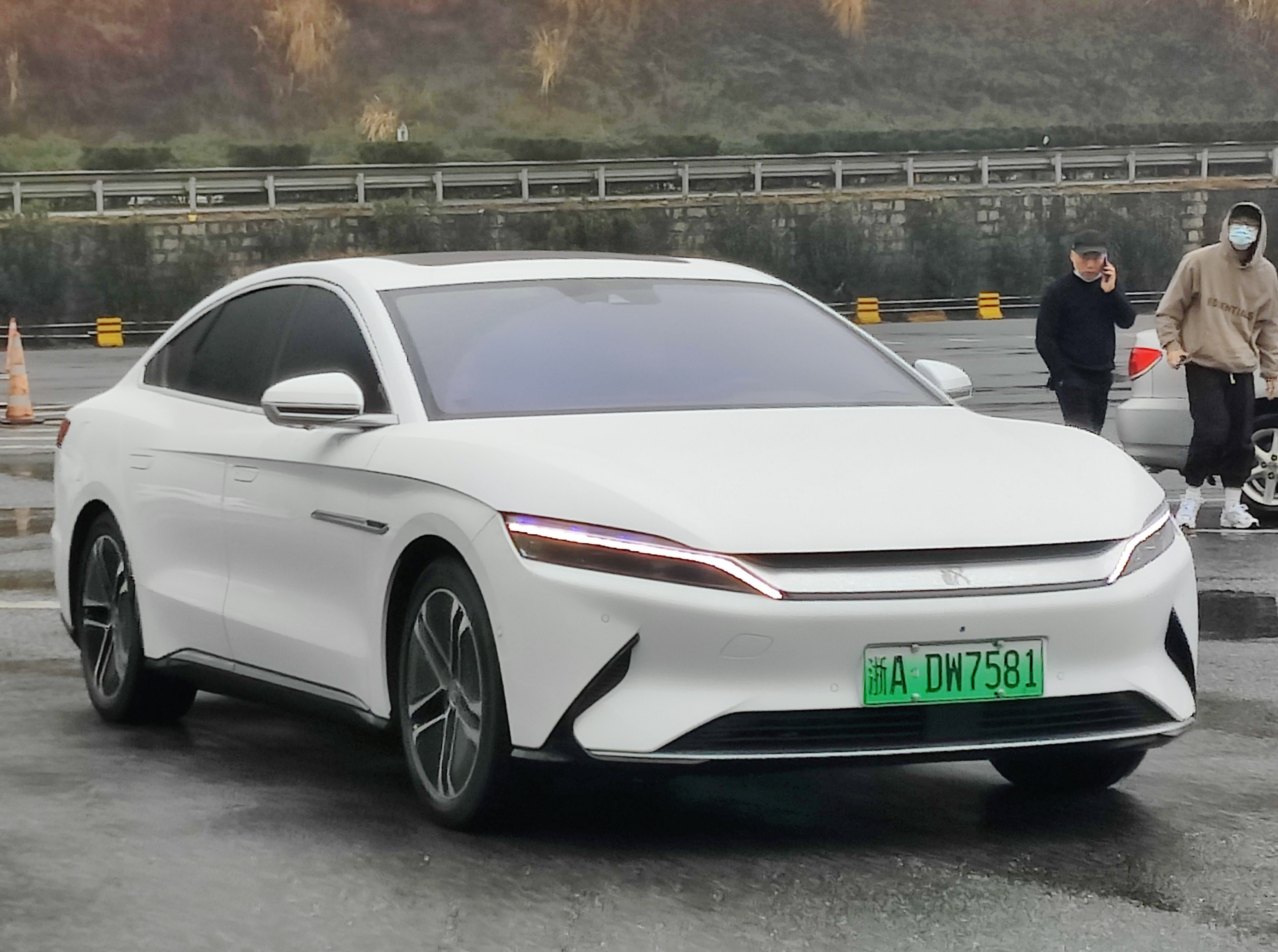
BYD 漢(2022年)

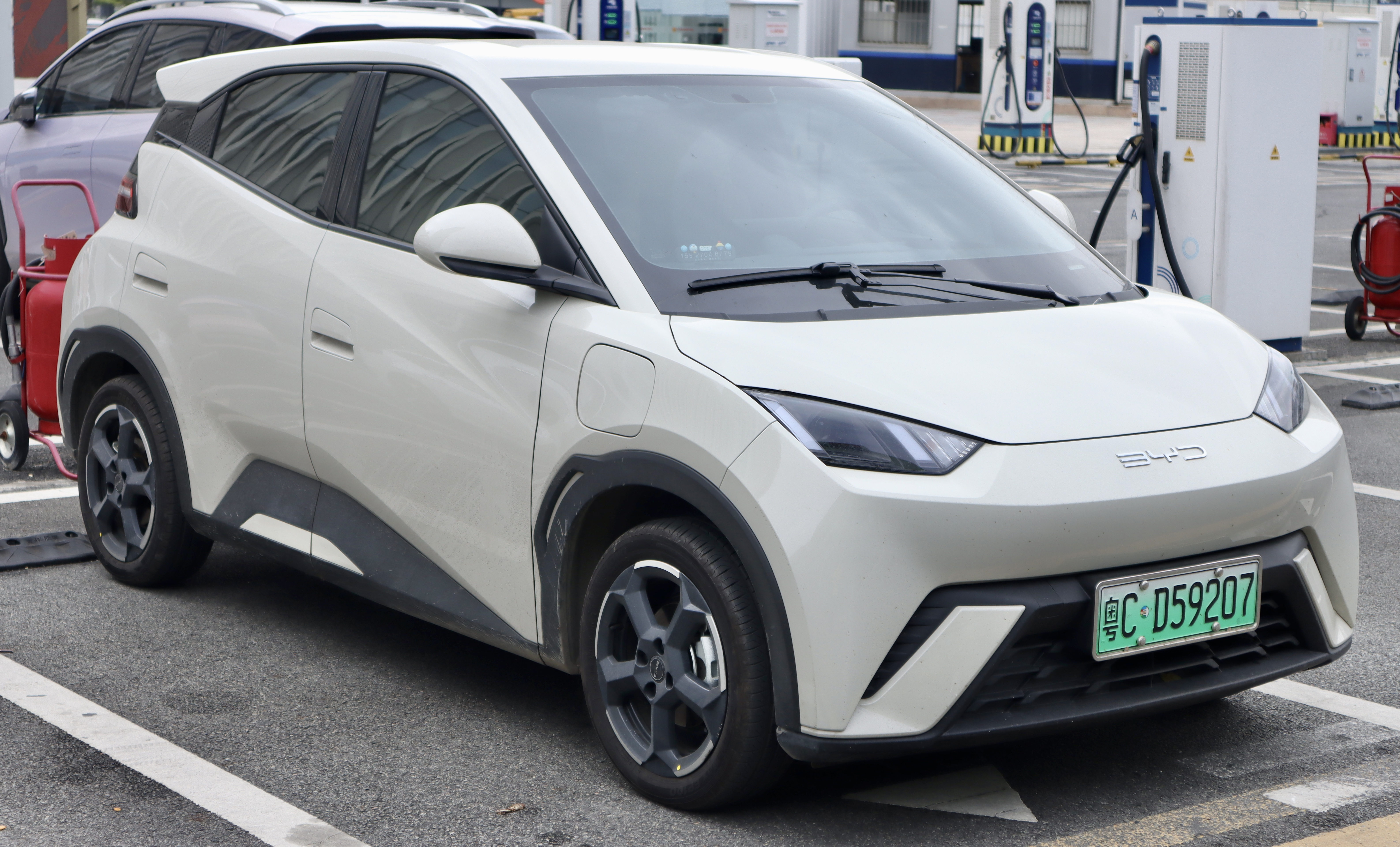
BYD 海鴎(2023年)

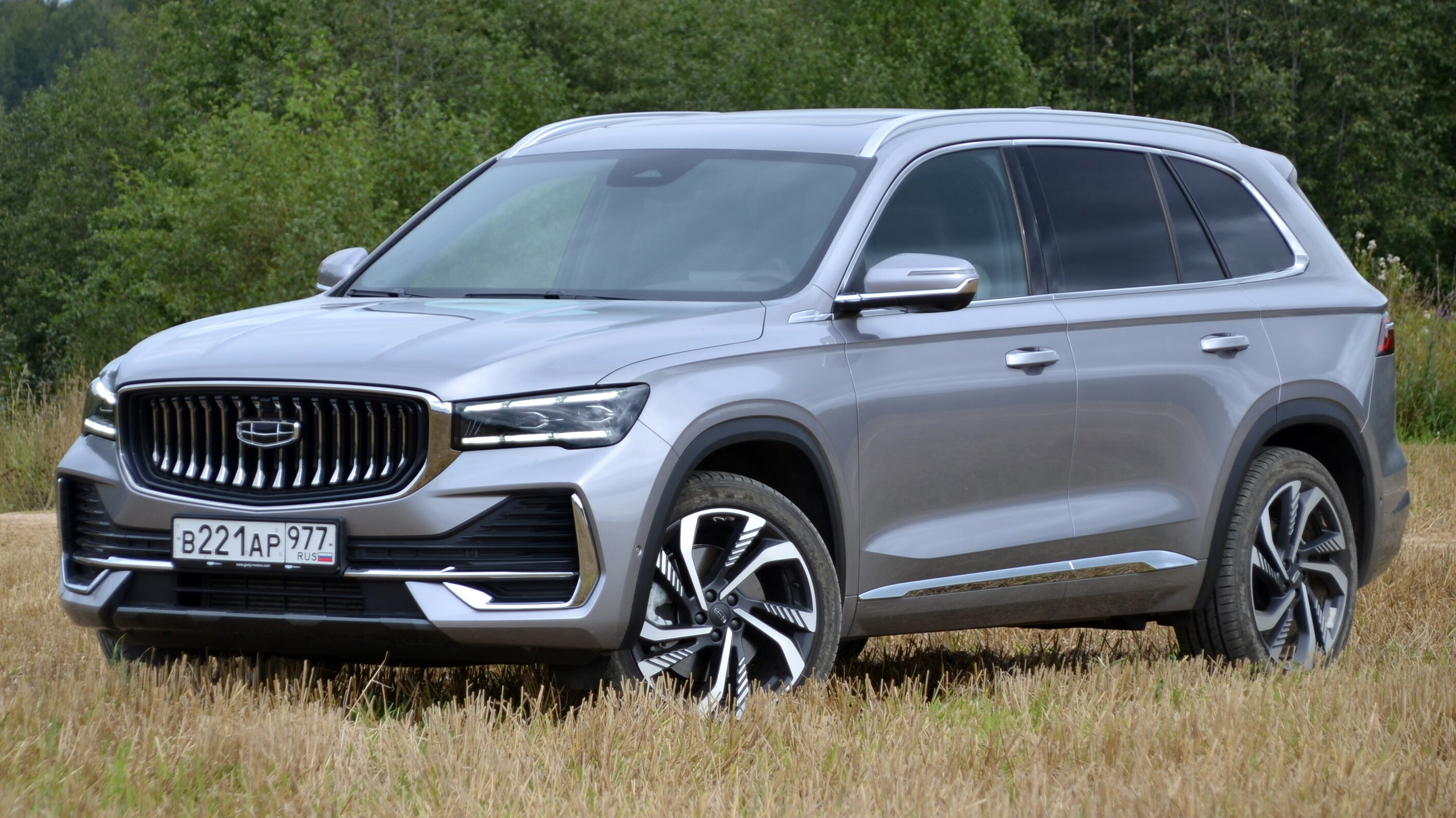
吉利 星越L(2021年)

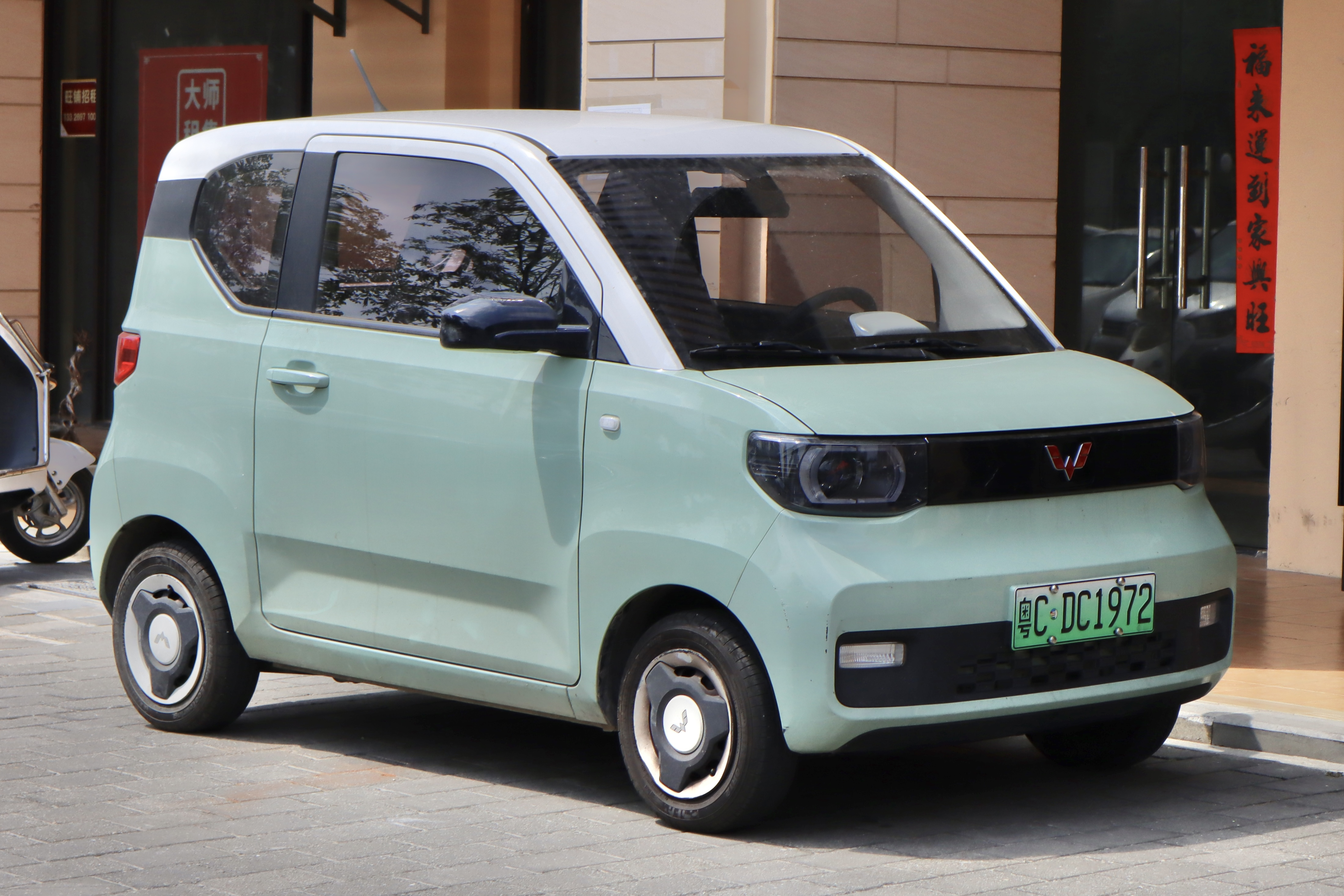
五菱 宏光miniEV(2020年)

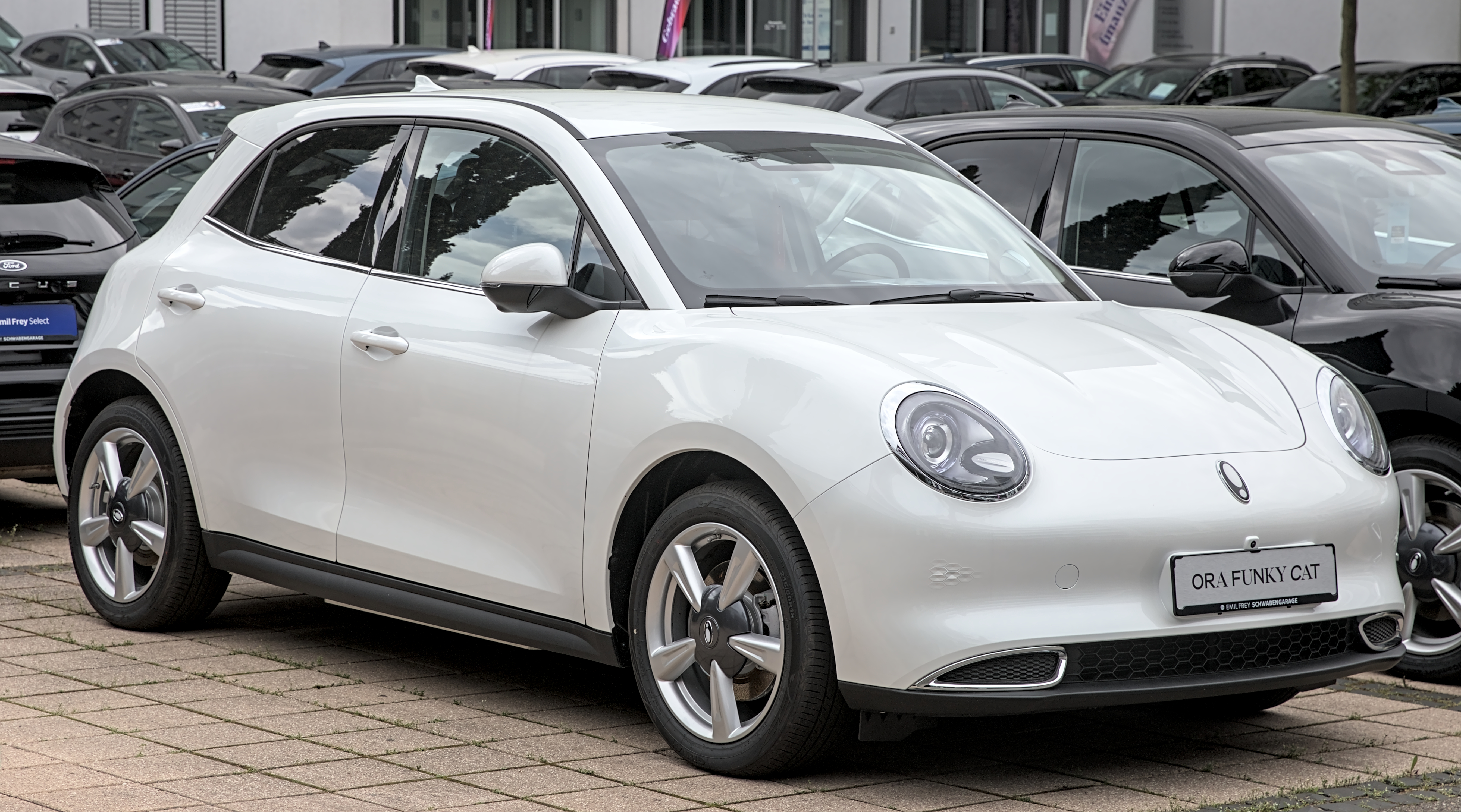
長城 ORA 好猫(2021年)

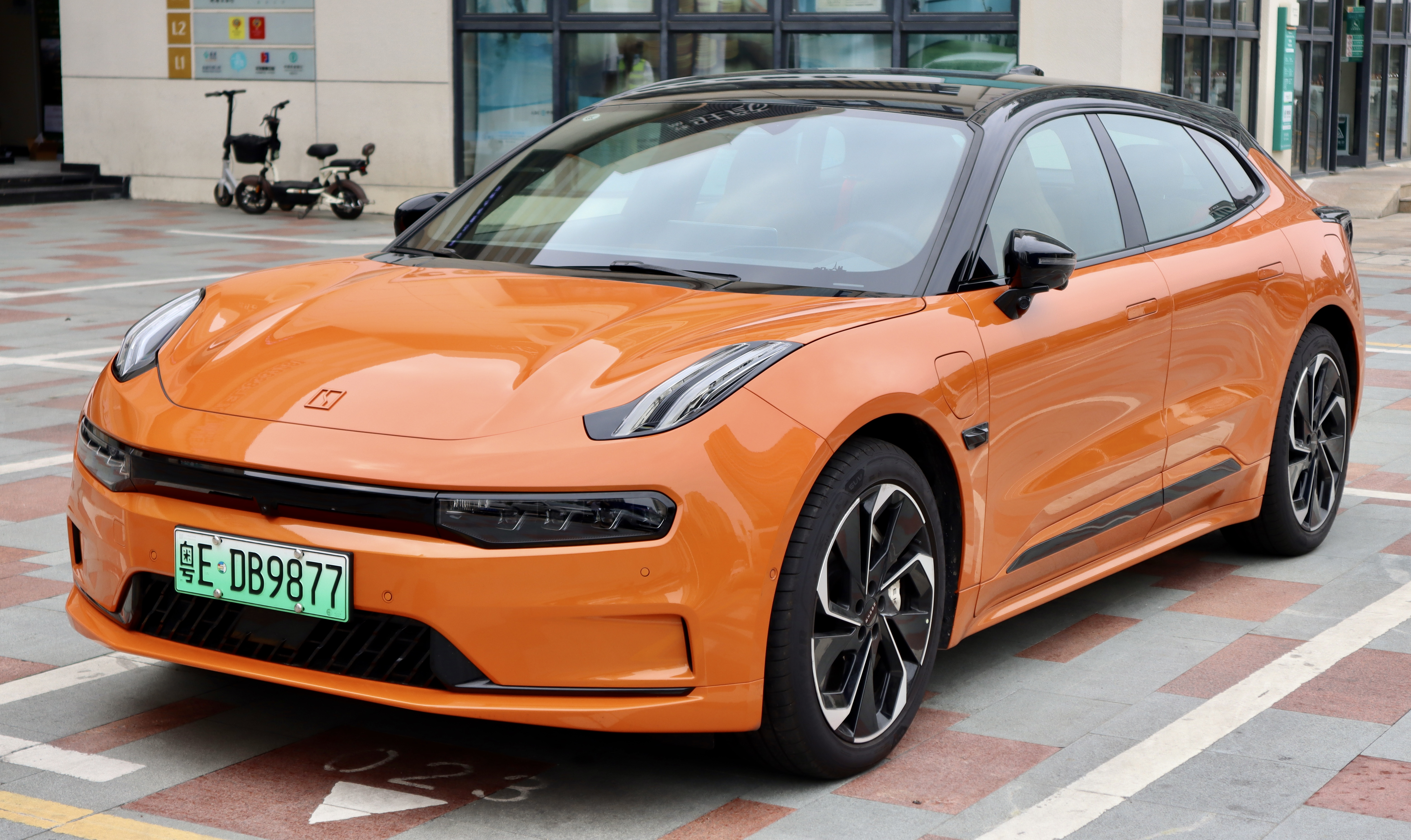
Zeekr 001(2021年)

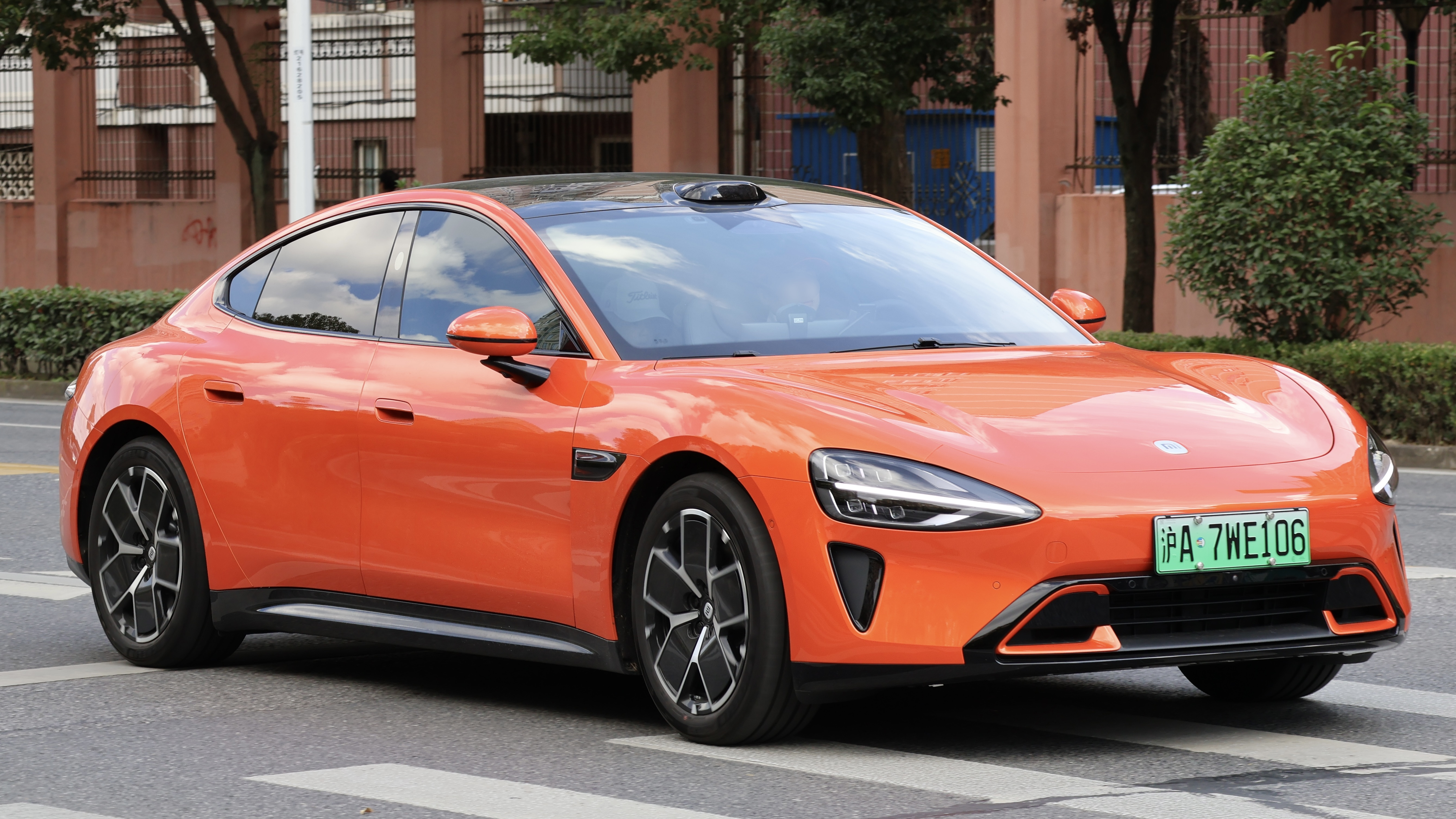
Xiaomi SU7(2024年)

中国の自動車メーカーの特徴として、海外メーカーとの合弁企業が多い事が挙げられる。これは、中国は輸入車に高い関税を課していたため、中国で販売を伸ばすには現地生産が最も効率的な手段であるとともに、現地生産を行うには中国の自動車メーカーとの間で出資比率50：50の合弁企業を設立することが義務付けられていたからである。この政策は先進的な自動車製造技術を中国企業に移転することも目的としていた。
なお、この出資制限は電気自動車などの新エネルギー車から段階的に解除され、2022年1月1日をもって完全に撤廃された。2025年現在、完全に外資100％の自動車メーカーは、テスラ（2022年参入）とトヨタ・レクサス（2025年参入、EVを生産予定）の2社のみである。

### 乗用車
中国の自動車メーカーは主に国有企業と民営企業に分けられる。
第一汽車、上海汽車、東風汽車の国有企業3社をまとめてビッグ3と呼ぶことがある。さらに長安汽車を加えてビッグ4、奇瑞汽車を加えてビッグ5と呼ぶことがある。これらは全て国または地方政府が所有する企業である。
民営の代表的な企業ではBYD、吉利汽車、長城汽車などが挙げられる。これらの企業は2000年代以降急速に成長し、近年では新エネルギー車（NEV）市場で存在感を示している。

#### 国有企業（地方政府含む）
- 第一汽車/FAW
  - 一汽轎車
    - 紅旗/Hongqi
    - ベスターン/Bestune（奔騰）

  - 一汽大衆/FAW-VW(フォルクスワーゲン)
    - 捷達/Jetta（中国市場向けブランド）
    - 成都一汽汽車

  - 天津一汽豊田(トヨタ・ダイハツ)
    - 四川一汽豊田(トヨタ)

  - 一汽紅塔雲南汽車(ダイハツ)
  - 一汽吉林汽車/Jilin
  - 蕪湖一汽揚子汽車
  - 一汽新能源汽車/FAW New Energy
  - 奥迪一汽新能源汽車（アウディ）
- 上海汽車/SAIC
  - 上汽乗用車
    - 栄威/Roewe
    - 名爵/MG

  - 上海大衆/SAIC-VW(フォルクスワーゲン)
  - 上汽通用汽車/SAIC-GM(ゼネラルモーターズ)
  - 上汽通用五菱汽車/SAIC-GM-Wuling
    - 五菱/Wuling
    - 宝駿/Baojun

  - 南京汽車/NAC(中国最古の自動車メーカー)
    - 躍進汽車/Yuejin(UDトラックス)
    - 南京依維柯汽車/Iveco(イヴェコ)

  - 上汽大通/Maxus
  - 智己汽車/IM Motors（アリババグループ・上海張江集団との合弁）
  - 飛凡汽車/Rising
  - 上海匯衆汽車製造
- 東風汽車/Dongfeng
  - 東風風神/Aeolus（東風乗用車）
  - 東風風行/Forthing（東風柳州汽車）
  - 嵐図/VOYAH
  - 東風奕派/eπ
  - 東風納米/Nammi
  - 東風汽車有限公司(日産自動車)
    - 啓震/ヴェヌーシア(日産自動車)

  - 鄭州日産汽車(裕隆汽車・日産自動車)
  - 東風本田汽車(ホンダ)
  - 神龍汽車/DPCA(ステランティス、旧PSA)
- 長安汽車/Changan
  - AVATR
  - 深藍/Deepal（高級電気自動車ブランド）
  - 長安啓源/Qiyuan
  - 長安欧尚/Oshan
  - 長安フォード（合弁）
  - 長安マツダ（合弁）
  - 江鈴汽車/JMC(いすゞ自動車→合弁解消)
    - 江鈴陸風汽車/Landwind(いすゞ自動車→合弁解消)
- 奇瑞汽車/Chery
  - 凱翼/Kaiyi,Cowin
  - 捷途/Jetour
  - 星途/Exeed
  - 智界/Luxeed（ファーウェイと提携）
  - Omoda（欧州向けブランド）
  - Jaecoo（欧州向けブランド）
  - 開瑞/Karry（商用車ブランド）
  - 奇瑞捷豹路虎（ジャガーランドローバーとの合弁）
  - 奇瑞新能源/Chery New Energy
  - 東南汽車/Soueast
  - エブロEVモーターズ（スペインのエブロとの合弁）
- 北京汽車集団/BAIC
  - 北京/Beijing
  - 極狐/Arcfox
  - 北京現代(現代自動車)
  - 北京奔馳(メルセデス・ベンツ)
  - 威旺汽車/Weiwang
  - 昌河汽車/Changhe(スズキ→合弁解消)
  - 北京北旅汽車
  - 北京汽車摩托車聯合製造公司
- 広州汽車集団/GAC
  - AION（埃安）
    - Hyptec（昊鉑）

  - 広汽乗用車
    - トランプチ/Trumpchi（伝祺）

  - 駿威汽車(持株会社)
    - 広汽本田(ホンダ)
      - 理念汽車/Everus

  - 広汽豊田/GTMC(トヨタ)
  - 広汽客車/(トヨタ)
  - 広汽日野汽車/(日野自動車)
- 江淮汽車/JAC
  - 江淮大衆汽車（フォルクスワーゲン）
- 華晨汽車/Brilliance
  - 華晨中華汽車/Brilliance
  - 斯威汽車/SWM
  - 華晨雷諾金杯汽車/JINBEI(トヨタ・三菱ふそう→ルノーと合弁)
  - 華晨宝馬(BMW)
    - 之諾/ZINORO
- 海馬汽車/Haima(旧海南マツダ→一汽集団傘下→海南集団)
  - 海馬鄭州汽車
- 福建省汽車
  - 福建新龍馬汽車/Keyton Auto
  - 福建奔馳汽車/Fujian Benz (中華汽車・メルセデス・ベンツと合弁)
- 江蘇悦達集団
  - 江蘇悦達起亜汽車(起亜自動車)

#### 民営企業
- 比亜迪汽車/BYD
  - 騰勢/Denza（メルセデス・ベンツとの合弁→合弁解消）
  - 仰望/Yangwang（高級電気自動車ブランド）
  - 方程豹/Fangchengbao
- 浙江吉利控股集団/Geely
  - 吉利汽車/Geely
  - Zeekr（极氪）
  - Lynk & Co（領克）
  - Geometry（几何）
  - Galaxy（银河）
  - ロンドンEVカンパニー/LEVC(London Electric Vehicle Company、ロンドンタクシーを製造)
  - ボルボ・カーズ
  - ポールスター
  - ロータス・カーズ
  - プロトン（株式49.9%保有）
  - スマート
  - テラフージア・トランジション
  - 上海華普汽車/Maple,Livan
  - 力帆汽車/Lifan
- 長城汽車/Great Wall Motor（GWM）
  - ハヴァル/Haval（哈弗）
  - WEY
  - ORA（欧拉）
  - GWMピックアップ
  - TANK
- 上海蔚来汽車/NIO
  - Onvo
  - Firefly
- 小鵬汽車/XPeng
  - 広東福迪汽車/FUDAY
- 理想汽車/Li Auto
- 賽力斯/Seres（ファーウェイと提携）
  - AITO
  - 風光/Fengon
  - 藍電/Landian
- 合衆新能源汽車/Hozon Auto
  - 哪吒汽車/Neta
- 零跑汽車/Leap motor
- 小米汽車/Xiaomi（シャオミの子会社）
- 北京汽車製造廠/BAW
- 納智捷汽車/Luxgen(裕隆汽車)
- 保定天馬汽車
- 河北中興汽車/ZX Auto

### 大型トラック
- 一汽解放汽車/FAW Jiefang(中国大型トラックビッグ3、解放ブランド)
- 東風商用車/Dongfeng Commercial Vehicle(中国大型トラックビッグ3、カミンズと合弁)
- 東風能迪汽車
- 乗龍(東風柳州汽車)
- 中国重型汽車集団(中国重汽)/Sinotruk・Sitruk(中国大型トラックビッグ3、香港資本、トラック専業、ドイツMANと合弁）
  - 重慶重型汽車
  - 山東黒豹集団
- 陝西汽車控股集団/Shaanxi・Shacman
  - 陝西重型汽車制造(カミンズと合弁)
- 山西大運汽車制造/DAYUN
- 中国北方工業公司
  - 北奔重型汽車集団/Beiben(メルセデス・ベンツ)
  - 重慶鉄馬重型汽車
  - 内蒙古北方重型汽車(テレックス)
- 上海匯衆汽車製造
- 北京重型汽車製造廠
- 広汽日野汽車(日野自動車)
- 上海依維柯紅岩/SAIC Iveco Hongyan

### 中型・小型トラック
- 乗龍(東風柳州汽車)
- 北汽福田汽車/FOTON
- 安徽合肥江淮汽車/JAC
- 江鈴汽車/JMC(いすゞ自動車→合弁解消)
- 瀋陽華晨金杯汽車/JINBEI(トヨタ、三菱ふそう)
- 躍進汽車/YUEJIN(UDトラックス)
- 慶鈴汽車(いすゞ自動車)
- 蘇州金龍汽車/HIGER
- 江蘇九龍汽車製造/JOYLONG
- 遼寧曙光汽車

### バス
- 廈門金龍総合汽車/KING LONG（中国最大のバス車両メーカー）
- 金龍総合汽車（蘇州）/HIGER
- 廈門金龍旅行車/GOLDEN DRAGON
- 南京金龍旅行車/NANJING GOLDEN DRAGON
- 金龍汽車（西安）(金龍客車・陝汽集団・海格客車の合弁)
- 三陽金龍(三陽工業・廈門金龍汽車集団の合弁)
- 鄭州宇通客車/Yutong
- 比亜迪汽車/BYD
- 中通客車/Zhongtong
- 北汽福田汽車/Foton
- 安徽安凱汽車/Ankai(ベンツ)
- 長春一汽客車
- 大連一汽客車
- 丹東黄海汽車
- 成都牡丹汽車
- 上海申沃汽車/SUNWIN(ボルボ・上海汽車)
- 西安申沃汽車/SUNWIN(ボルボ・西安飛機)
- 広州羊城汽車（広駿）
- 広汽客車/(トヨタ)
- 湖南江南汽車
- 揚州亜星客車（アジアスター）
- 江蘇常隆客車（アルファバス）

### トロリーバス
- 杭州長江客車

## 過去に存在したメーカー・ブランドのリスト
- 第一汽車
  - 安徽一汽揚子汽車製造(奇瑞汽車傘下となり、奇瑞商用車→開瑞汽車に改編)
  - 天津一汽夏利汽車/Xiali(トヨタ・ダイハツ)
  - 一汽馬自達(マツダ)
- 東風汽車
  - 東風風神汽車(裕隆汽車・日産自動車の合弁。東風汽車有限公司に改編)
  - 東風雷诺汽車（ルノー合弁）
  - 長安スズキ(スズキ→合弁解消)
  - 東風杭州汽車
    - 東風納智捷杭州汽車／LUXGEN(裕隆汽車・中誉集団)
- 北京汽車
  - 北京ジープ(吉普)(北京奔馳-戴姆勒・克莱斯勒汽車(ダイムラークライスラー)に改編)
  - 北京奔馳-戴姆勒・克莱斯勒汽車(ダイムラークライスラー分裂後、北京奔馳(ベンツ)に改編)
- 南京汽車(上海汽車傘下に)
  - 躍進汽車(上海汽車傘下に)
  - 南京菲亚特/フィアット(南京汽車の上海汽車傘下に伴い合弁解消)
  - 南汽新雅途汽車/Soyat(セアト)
- 広州汽車
  - 広州プジョー(標致)(資本撤退後、広州本田に改編)
  - 湖南長豊汽車(広州汽車傘下となり、三菱自動車が出資し広汽長豊汽車に改編)
  - 広汽菲亚特克莱斯勒/FCA(フィアット・クライスラー合弁)
  - 長豊汽車/Changfeng(三菱自動車・湖南長豊汽車)
    - 猎豹/Leopaard

  - 広汽三菱汽車(三菱自動車資本撤退後、湖南志翔汽車管理有限公司に改名)
  - 広汽吉奥汽車/GAC GONOW
  - 合創汽車/Hycan（上海蔚来汽車との合弁）
- 中国航空工業集団公司
  - 哈飛汽車(中国南方工業公司＝長安汽車傘下に)
  - 江西昌河汽車(中国南方工業公司＝長安汽車傘下に)
    - 昌河鈴木汽車(中国南方工業公司＝長安汽車傘下に)
- 江鈴汽車/LANDWIND(いすゞ自動車→合弁解消、中国南方工業公司＝長安汽車傘下に)
- 中国北方工業公司
  - 吉林江北機械廠(吉林通田汽車に改編)
  - 西安秦川汽車(比亜迪傘下になり、比亜迪汽車に改編)
- 吉林通田汽車(浙江衆泰控股集団傘下に)
  - 湖南江南汽車(吉林通田汽車傘下→浙江衆泰控股集団傘下に)
- 河北長安勝利汽車(中国南方工業公司＝長安汽車傘下に)
- 海南汽車
  - 海南馬自達(マツダ技術提携終了後、一汽海馬に改編)
- 華陽汽車(力帆汽車傘下に)
- 浙江吉奥汽車(広州汽車傘下となり、広汽吉奥汽車に改編)
  - 貴州雲雀汽車(スバル技術提携終了後、金華青年汽車傘下となり、貴州青年蓮花汽車に改編))
- 山東永源汽車(浙江資本の米国EVメーカー、ZAPに買収される)
  - 浙江飛碟汽車/UFO
  - 賽晋電動汽車/ZAP
- 浙江吉利控股集団/GEELY
  - 全球鷹汽車/GLEAGLE
  - 帝豪汽車/EMGRAND（2014年以降は吉利汽車の車種名として存続）
  - 武漢中誉汽車/ZOEMO(ベンツ)
  - 杭州中誉汽車/ZOEMO(ベンツ)
- 保定大迪汽車
- 華利汽車(第一汽車傘下、ダイハツ合弁)
- 双環汽車/SHUANGHUAN
- 中順汽車/POLARSUN
- 奇瑞汽車/Chery
  - 瑞麒汽車/Riich
  - 威麟汽車/Rely
  - 観致汽車/Qoros（イスラエル・コーポレーションとの合弁）
- バイトン（拜騰汽車）/BYTON
- 雷丁汽車/LEVDEO
  - 野馬汽車/Yema
- 華北汽車
- 秦皇島金程汽車
- 成都新大地汽車
- 愛馳汽車/Aiways
- 漢騰汽車/Hanteng Auto
- 前途汽車/Qiantu
- 青年汽車/YOUNGMEN（2019年破産）
  - 青年蓮花汽車/LOTUS(プロトン・ロータスとの合弁)
- 奇点汽車/Singulato（2023年7月に破産申請）[25]
- 威馬汽車/Weltmeister（2023年9月に破産申請）[26]
- 高合/HiPhi（2024年8月に破産申請）[27]
- 華泰汽車/Hawtai(現代自動車)
  - 天津天汽集団美亜汽車
- 衆泰汽車/Zotye
  - 吉林通田汽車(吉利汽車創業者の兄が所有)
  - 湖南江南汽車(スズキ→提携解消)
- 雲度新能源汽車/Yudo
- 康迪電動汽車/Kandi
- 恒大汽車（中国恒大新能源汽車集団）/Evergrande
- 河北新凱汽車

## 自動車開発会社
- 青島宙慶工業設計
- 上海同済同捷科技
- 阿爾特汽車技術

## エンジン生産会社
- 瀋陽航天三菱汽車発動機製造有限公司
- 哈爾浜東安汽車動力股份有限公司
- 哈爾浜東安汽車発動機製造有限公司
- 瀋陽建華汽車発動機製造

## 小売台数順のリスト
| 順位 | メーカー   | 台数(万台) | 市場シェア |
| ---- | ---------- | ---------- | ---------- |
| 1    | BYD        | 371.83     | 16.2%      |
| 2    | 吉利汽車   | 177.33     | 7.7%       |
| 3    | 一汽VW     | 160.86     | 7.0%       |
| 4    | 長安汽車   | 136.57     | 6.0%       |
| 5    | 奇瑞汽車   | 133.52     | 5.8%       |
| 6    | 上汽VW     | 120.00     | 5.2%       |
| 7    | 上汽GM五菱 | 82.47      | 3.6%       |
| 8    | 一汽トヨタ | 79.81      | 3.5%       |
| 9    | 広汽トヨタ | 77.01      | 3.4%       |
| 10   | テスラ中国 | 65.71      | 2.9%       |

| 順位 | メーカー            | 台数(万台) |
| ---- | ------------------- | ---------- |
| 1    | テスラ モデルY      | 48.0       |
| 2    | BYD シーガル        | 45.4       |
| 3    | 東風日産 シルフィ   | 34.2       |
| 4    | 上汽VW ラヴィダ     | 32.3       |
| 5    | BYD 秦PLUS DM-i     | 30.4       |
| 6    | BYD 元PLUS          | 27.5       |
| 7    | BYD 宋PLUS DM-i     | 26.6       |
| 8    | 上汽GM五菱 宏光MINI | 26.1       |
| 9    | 上汽VW パサート     | 24.6       |
| 10   | 一汽VW サジター     | 24.1       |

## 生産台数順のリスト
| 順位 | メーカー                                        | 生産台数  |
| ---- | ----------------------------------------------- | --------- |
| 1    | 上海汽車（SAIC）                                | 2,866,913 |
| 2    | 吉利汽車（GEELY）                               | 1,950,382 |
| 3    | 長安汽車（CHANGAN）                             | 1,616,457 |
| 4    | 東風汽車（DONGFENG MOTOR）                      | 1,450,999 |
| 5    | 北京汽車（BAIC）                                | 1,254,483 |
| 6    | 長城汽車（GREAT WALL）                          | 1,041,025 |
| 7    | 奇瑞汽車（CHERY）                               | 605,331   |
| 8    | 第一汽車（FAW）                                 | 592,688   |
| 9    | 広州汽車（GAC）                                 | 513,870   |
| 10   | 安徽江淮汽車（ANHUI JAC AUTOMOTIVE）            | 493,199   |
| 11   | 比亜迪汽車（BYD）                               | 421,590   |
| 12   | 華晨汽車（BRILLIANCE）                          | 362,166   |
| 13   | 湖南江南汽車（HUNAN JIANGNAN）                  | 315,363   |
| 14   | 中国重型汽車（CHINA NATIONAL HEAVY DUTY TRUCK） | 296,594   |
| 15   | 重慶力帆汽車（CHONGQING LIFAN MOTOR CO.）       | 214,145   |
| 16   | 陝西汽車（SHANNXI）                             | 189,066   |
| 17   | 東南汽車（SOUTH EAST）                          | 159,473   |
| 18   | 長豊汽車（CHANGFENG）                           | 135,682   |
| 19   | 華泰汽車（RONGCHENG HUATAI）                    | 132,511   |
| 20   | 一汽海馬汽車（HAIMA CARS）                      | 94,932    |